# لا بريجو
لا بريغ (بالفرنسية: La Brigue)‏ هي بلدية فرنسية تقع في إقليم الألب البحرية من منطقة بروفنس ألب كوت دازور في جنوب شرق فرنسا. تبلغ مساحة هذه المدينة 91.77 (كم²)، وترتفع عن سطح البحر 812 م، يبلغ عدد سكانها 633 نسمة حسب إحصاء المعهد الوطني للإحصاء والدراسات الاقتصادية سنة 2009 م. وترأس Bernard Gastaud البلدية خلال فترة (2008-2014]).

## أعلام
- خوليتا لانتيري

## وصلات خارجية
- صفحة البلدية على موقع المعهد الوطني للإحصاء والدراسات الاقتصادية